# بير إينارسون
بير إينارسون هو لاعب باندي ‏ سويدي، ولد في 1 مايو 1984.